# Voltron: Defender of the Universe
Voltron: Defender of the Universe, ook wel bekend als gewoon Voltron, is een Japans-Amerikaanse animatieserie die werd uitgezonden van 1984 tot 1985. De serie is een Amerikaanse bewerking van de twee Japanse series Golion en Kikou Kantai Dairugger XV, beide gemaakt door Toei Animation. In Voltron: Defender of the Universe zijn deze twee series door World Events Productions samengevoegd, van Engelse dialogen voorzien en zo veel mogelijk ontdaan van gewelddadige scènes.
De serie liep in totaal 124 afleveringen. 

## Verhaal

### Seizoen 1: Lion Voltron
Het eerste seizoen van de serie was gebaseerd op “Golion”, en draaide om een kolossale robot opgebouwd uit vijf robotische leeuwen, elk bestuurd door een jonge piloot. De serie speelde zich af op de planeet Arus, welke lid is van een alliantie van planeten genaamd de Galaxy Alliance. De serie speelt zich af in een niet nader bepaald futuristisch tijdperk.
De planeet Arus wordt bedreigd door de inwoners van de planeet Doom, geleid door de kwaadaardige Koning Zarkon, zijn zoon Lotor en de heks Hagar. Het seizoen toont de strijd van de vijf Voltron-piloten en hun robot, Voltron tegen de Robeasts van Zarkon.
De Voltron in dit seizoen stond in de speelgoedlijn gebaseerd op de serie ook wel bekend als "Voltron III". Dit omdat de producers al vooraf van plan waren drie versies van Voltron te introduceren in de serie.

### Seizoen 2: Vehicle Voltron
In het tweede seizoen ging de serie een heel andere richting op. De afleveringen van dit seizoen waren gebaseerd op Kikou Kantai Dairugger XV. In het seizoen raken de planeten van de Galaxy Alliance overbevolkt, dus gaat een groep verkenners op zoek naar nieuwe planeten. Onderweg trekken ze de aandacht van het Drule Keizerrijk, welke meteen een oorlog begint tegen de alliantie.
Daar de Voltron van de planeet Arus te ver weg is om te komen helpen, bouwt de alliantie een nieuwe Voltron. Deze Voltron bestaat uit vijftien machines, onderverdeeld in drie teams: zee, land en lucht. Deze voltron stond in de speelgoedlijn bekend als Voltron I.
De rest van het seizoen draait om de strijd tussen het nieuwe Voltronteam en het Drule Keizerrijk.

### Seizoen 3: The New Adventures of Voltron
Het derde seizoen van de serie bestond uit een aantal afleveringen gemaakt door World Events Productions. Deze afleveringen waren niet overgenomen uit een Japanse serie, en draaiden wederom om de originele Voltron uit het eerste seizoen.

## Achtergrond
De twee Japanse series waar “Voltron: Defender of the Universe” uit is opgebouwd waren opzichzelfstaande series zonder onderlinge connecties. Dat is ook de reden dat in “Voltron: Defender of the Universe” de twee Voltrons elkaar nooit tegenkomen. Alleen in de special Voltron: The Fleet of Doom uit 1986 komen beide Voltrons voor. Voor deze special bestelde World Events bij Toei nieuw beeldmateriaal met de personages en robots van zowel Golion als Dairugger erin.
Aanvankelijk wilde World Events de serie Daltanius gebruiken voor het tweede seizoen, vermoedelijk daar deze serie ook draaide om een op leeuwen gebaseerde robot en dus beter aan zou sluiten op Golion. Onderhandelingen voor de rechten op deze serie liepen echter op niets uit.
Er waren plannen voor nog een derde Voltron. Het derde seizoen van de serie zou eigenlijk gebaseerd worden op de Japanse serie Light Speed Electric God Albegas (光速電神アルベガス - Kōsoku Denjin Arubegasu), en wederom een nieuwe Voltron + bijbehorend team introduceren. Deze Voltron zou in de speelgoedlijn bekend komen te staan als “Voltron II”. Vanwege de negatieve reacties op het tweede seizoen en het feit dat “Albegas” in Japan zelf geen succesvolle serie was, besloot World Events af te zien van dit plan, en zich in het derde seizoen weer te focussen op de Voltron uit seizoen 1, welke een stuk populairder was bij fans van de serie.

## Personages

### Lion Voltron-team
- Captain Keith: commandant en leider van het team. Hij bestuurt de Zwarte Leeuw, welke het merendeel van Voltron vormt. Hij draagt een rood uniform. Keith is ongeveer 21 jaar oud. Hij is een stil individu, die het grootste deel van zijn tijd bezig is met het bedenken van nieuwe strategieën.
- Lance Charles McClain: de tweede bevelhebber van het team. Hij bestuurt de Rode Leeuw, welke de rechterarm vormt van Voltron. Hij draagt een blauw uniform. Lance is van ongeveer dezelfde leeftijd als Keith. Hij houdt van grappen. Hij is de enige van het team die weleens tegen Keiths bevelen in durft te gaan.
- katie "Pidge" holt: Pidge is met 12 jaar de jongste van het team. Zij bestuurt de Groen Leeuw, welke de linkerarm vormt van Voltron. Zij draagt een groen uniform. Pidge is gespecialiseerd in wetenschap. Zij heeft een broer genaamd mat, die lid is van de rebellen.
- Sven Holgersson: de originele piloot van de Blauwe Leeuw, welke het rechterbeen vormt van Voltron. Hij draagt een zwart uniform. Sven deed alleen in het begin van de serie mee. In aflevering 6 raakte hij gewond, en moest naar de planeet Ebb voor genezing. Tijdens een aanval op Ebb door de legers van Zarkon werd Sven gevangen. Sven is erg stil, en spreekt enkel als hij iets belangrijks te zeggen heeft. Later in de serie ontsnapt hij aan Zarkon en houdt hij zich schuil op de planeet Doom.
- Prinses Allura: de prinses van de planeet ALtea.Haar planeet werd vernietigd door Zarkan Zij nam Svens positie als piloot van de Blauwe Leeuw over nadat Sven gewond was geraakt. Ze draagt een roze uniform. Haar leeftijd wordt geschat op 18 tot 20 jaar. Ze is iwat naïef, vooral als het aankomt op romantiek, maar ze is  een goede leider voor haar volk.
- Tsuyoshi "Hunk" Garett: Hunk is de sterke man van het team. Hij bestuurt de Gele Leeuw, welke het linkerbeen vormt van Voltron. Hij draagt een oranje uniform. Hij is met 26 jaar tevens de oudste van het team. Hoewel hij er hard en gemeen uitziet, heeft hij een groot hart. Hij staat ook bekend om zijn grote eetlust, iets waar de anderen hem vaak mee plagen.

### Vehicle Voltron-team
- Luchtteam:
  - Jeff Dukane: de leider van het luchtteam, en het gehele Vehicle Voltron-team. Hij is een heethoofd met een kort lontje, maar desondanks toont hij zichzelf een moedige en bekwaam leider. Hij bestuurt de Command Jet Explorer (#1), welke het hoofd vormt van Voltron. In de Fleet of Doom-special blijkt hij een rivaal te zijn van Keith.
  - Rocky: de piloot van de Strato Weapons Module (#2) , welke de bovenkant van Voltrons torso vormt. Hij praat met een Brooklynaccent.
  - Wolo: een blauwe humanoïde en piloot van de Advance Recon Helicopter (#3), welke de bovenkant van Voltrons rechterarm vormt. Hij ondergaat in de serie nauwelijks karakterontwikkeling.
  - Chip Stoker: het jongste lid van het team. Hij is de tweelingbroer van Pidge, maar de twee lijken totaal niet op elkaar qua uiterlijk. Hij is het brein van het team. Vaak is hij niet prominent aanwezig in een aflevering. Hij bestuurt de Advanced Recon Helicopter (#4), welke de bovenkant van Voltrons linkerarm vormt.
  - Ginger: De piloot van de Falcon VT Fighter (#5), welke de torsoplaat van Voltron vormt. Als kind was ze getuige van de dood van haar familie toen het schip waar ze in zaten ontplofte.
- Zeeteam:
  - Cric: afkomstig van een niet bij naam genoemde waterplaneet. Hij is de leider van het zeeteam. Hij praat met een vreemd buitenaards accent, en is deels helderziend. Hij bestuurt de Communications Module (#6), welke het centrum van Voltrons torso vormt.
  - Lisa: een expert in oude culturen. Ze bestuurt de Space Prober (#7), welke de rechter zijkant vorm van Voltron. Ze heeft mogelijk een relatie met Jeff.
  - Tagor: een van de achtergrondpersonages in de serie. Hij bestuurt de Space Prober (#8), die de linkerzijkant van Voltron vormt.
  - Shannon: de piloot van de Multi-Wheeled Explorer (#9), welke de onderkant van Voltrons rechterbeen vormt. Hij vecht vooral voor zijn broer, die een gevangene is van het Drule Keizerrijk.
  - Zandee: net als Tagor een achtergrondpersonage. Hij bestuurt de Multi-Wheeled Explorer (#10), welke de onderkant van Voltrons linkerbeen vormt.
- Landteam:
  - Cliff: leider van het landteam. Hij praat met een sterk Australisch accent, en heeft een droog gevoel voor humor. Hij bestuurt de Jet Radar Station (#11), welke de onderkant van Voltrons torso vormt.
  - Cinda: een natuurliefhebber, afkomstig van dezelfde waterplaneet als Cric. Ze bestuurt de Rotating Personnel Carrier (#12), die de onderkant van Voltrons rechterarm vormt.
  - Modoch: een grote man die het beste kan worden omschreven als een “vriendelijke reus”. Hij bestuurt de Armored Equipment Carrier (#13), die de onderkant van Voltrons linkerarm vormt.
  - Marvin & Hutch: twee vrienden die in de serie vrijwel altijd samen worden gezien. Marvin is een komiek, en Hutch een vechter. Ze besturen de All-Terrain Space Vehicles (#14 en #15), die de rechter en linkervoet vanVoltron vormen.

### Bondgenoten
- Space Marshal Graham: de opperbevelhebber van de Galaxy Alliance.
- Commander Steele: een hoge officier van de Galaxy Alliance. Samen met Space Marshal Graham houdt hij vaak besprekingen om de strijd tegen het Drule Keizerrijk te bespreken.
- Space Mice: een ras van zeer intelligente muizen. Ze waren Prinses Alura’s vrienden toen ze nog een kind was. Hun namen waren in de serie erg inconsequent.
- Prins Bandor: prins van de planeet Pollux.
- Prinses Romelle: Prinses van de planeet Pollux, en nichtje van Allura.
- Coran (Raible): Allura’s adviseur en mentor van het Voltronteam. Hij is erg wijs, maar kan soms te beschermend zijn tegenover het team.
- Koning Alfor: Allura’s overleden vader, en de voormalige koning van Arus. Hij kwam om in de strijd met Zarkon. Hij keert nog geregeld terug naar de wereld als een geest om zijn dochter advies te geven.
- Commander James Hawkins: Commandant van de S.S. Explorer, en opdrachtgever van het Vehicle Voltron-team.

### Planet Doom
- Koning Zarkon: de koning van de planeet Doom, en een van de leiders van het Drule Keizerrijk (hoewel dat pas in de stripserie werd bevestigd). Hij gebruikt voortdurend anderen als zondebok voor zijn mislukkingen, waaronder zijn zoon Lotor. In tegenstelling tot zijn tegenhanger uit Golion overleeft hij de serie.
- Prins Lotor: de zoon van Zarkon. Hij haat zijn vader en zou graag zijn plaats innemen met Allura als zijn koningin. Hij heeft een nog grotere hekel aan Keith. Hij is een sluwe, slimme en een machtige man.
- Koningin Merla: een schurk die er in het derde seizoen werd bijbedacht voor de Amerikaanse afleveringen. Ze werd door Zarkon uitgehuwelijkt aan Lotor, maar dit huwelijk ging uiteindelijk niet door.
- Heks Haggar: een heks in dienst van Zarkon. Ze maakt voor hem al zijn Robeasts die door Voltron worden bevochten. Ze is vooral berucht voor haar gebruik van zwarte magie en hypnose.
- Commander Yurak: tweede bevelhebber van Zarkons leger, totdat hij vanwege zijn vele mislukkingen ter dood werd veroordeeld.
- Mogor: Yuraks opvolger als tweede bevelhebber.
- Ultra Droids: de soldaten van Zarkon.

### Drule Keizerrijk
- Keizer Zeppo: een van de leiders van het keizerrijk. Gedurende het grootste gedeelte van het tweede seizoen ziet men enkel zijn portret in de schepen van het keizerrijk. Hij verloor zijn machtspositie tijdelijk aan Hazar, maar nam deze weer terug aan het eind van het seizoen.
- Viceroy Throk: mogelijk een van de kwaadaardigste personages uit de serie. Hij werd tegen het eind van het seizoen de primaire vijand van het Voltronteam. In de special werkte hij samen met Zarkon.
- Commander Hazar: een hoge krijgsheer uit het keizerrijk. Hij was aanvankelijk een typische Drule-leider gedreven door verovering van het universum. Later verandert hij zijn kijk op de oorlog, en probeert hij zelfs te onderhandelen met de Galaxy Alliance.
- Dorma: Hazars zus, die tegen het eind van de serie opduikt.
- Kanselier Mozak: Hazar en Dorma's vader, en lid van de Hoge Raad van het keizerrijk. Hij wil juist vrede en vrijheid op de planeet Drule, en is derhalve vaak in conflict met de raad.
- Captain Mongo: een van de beste officieren van het keizerrijk, en goede vriend van Hzar.
- Commander Quark: een van de eerste tegenstanders van het Vehicle Voltron-team. Hij was verantwoordelijk voor de vernietiging van een planeet waar de Alliance en de Drule beide voor vochten.
- Captain Nerok: een wrede Drule-officier. Hij is van nature een verrader die niets liever wil dan de Alliance vernietigen.
- Robeasts: de monsters van het Drule Keizerrijk.

## Stripseries
De serie werd opgevolgd door een aantal stripseries. In 1985 publiceerde Charlton Comics een driedelige miniserie gebaseerd op het eerste seizoen van de serie.
Van 2003 tot 2004 publiceerde Devil's Due Publishing, een subtak van Image Comics, een stripserie gebaseerd op Voltron. In deze stripserie kwamen personages uit zowel seizoen een als twee voor, en werd een sterkere connectie gelegd tussen de twee seizoenen. Zo werd duidelijk dat de twee Voltron-teams elkaar reeds kenden van hun dagen op de academie, en dat Planet Doom een onderdeel is van de Drule Keizerrijk. Tevens werd dieper ingegaan op de twee Voltrons. Blijkbaar was de originele Voltron ooit een zelfbewuste machine gemaakt door zowel wetenschap als magie, die door Hagars toedoen werd opgesplitst in de vijf leeuwen. De voertuigvoltron was ontstaan uit een poging de technologie van de originele Voltron te klonen.

## Andere projecten
- De serie werd opgevolgd door een met de computer getekende serie getiteld Voltron: The Third Dimension. Dit was tevens de eerste geheel Amerikaanse productie rondom Voltron.
- Een derde Voltron-serie genaamd Voltron Force verscheen in 2011 en liep in totaal 1 seizoen.
- Een vierde serie getiteld Voltron: Legendary Defender debuteerde in 2016. Dit is een reboot van de originele serie.